# Jean-François Soitoux
Jean-François Soitoux, né le 5 septembre 1816 à Besançon et mort le 21 mai 1891 à Paris 6e, est un sculpteur français.

## Biographie
Soitoux vient étudier à Paris, où il est élève  de David d'Angers et de Jean-Jacques Feuchère à l'École des beaux-arts, ainsi que de François Rude. Au Salon de 1850, il expose sa statue de La République, dont l’allégorie correcte, élégante et d’une pureté de lignes absolument grecques lui valent le premier prix. Il reçoit une seconde médaille au Salon de 1851 avec Le Génie des combats, une statue de Montaigne, et une statue de Denis Papin, tous trois destinés à la décoration du nouveau palais du Louvre. Il continue à exposer ses œuvres au Salon de 1852 à 1866.

Le 23 février 1880, il reçoit la croix de chevalier de la Légion d'honneur. Paul Ginisty, qui accompagne le préfet qui vient la lui remettre à son atelier, rend compte de l'énergie du sculpteur dans un article du journal Gil Blas : 

« Actuellement, Soitoux travaille, avec une énergie de jeune homme, au modèle de concours de la statue de la place du Château-d'Eau. Il veut faire de cette œuvre le couronnement de sa longue carrière. Aussi son atelier de la rue de Vaugirard — situé presque en face de la maison qu'habite Victor Tissot — présente-t-il en ce moment un curieux spectacle […] »

Auguste Bartholdi fut l'un de ses élèves.
À sa mort, il a été enterré au cimetière du Montparnasse. Son monument funéraire, inauguré le 21 mai 1892, est compose d’une pierre tumulaire comportant une colonne avec base et chapiteau sur laquelle est placée une réduction en bronze de sa statue de La République. Au sommet de la stèle, un médaillon exécuté par Maximilien Louis Bourgeois représente Soitoux de profil. Une plaque précise que la partie décorative du monument, élevé par les amis et les élèves de Soitoux, est due au sculpteur Louis Villeminot.

## Œuvres dans les collections publiques
- Paris :
  - opéra Garnier : La Beauté, 1867, statue[7].
  - palais du Louvre :
    - Le Génie des combats, statue ;
    - Montaigne, statue en pierre ;
    - Denis Papin, statue en pierre, Cour Napoléon ;
    - La Force génératrice, la Force matérielle, la Force intellectuelle, fronton ;
    - Erato, bas-relief ;
    - Clio, bas-relief.

  - quai Malaquais, place Mahmoud-Darwich : La République, 1850, statue en marbre.

Œuvres de Jean-François Soitoux
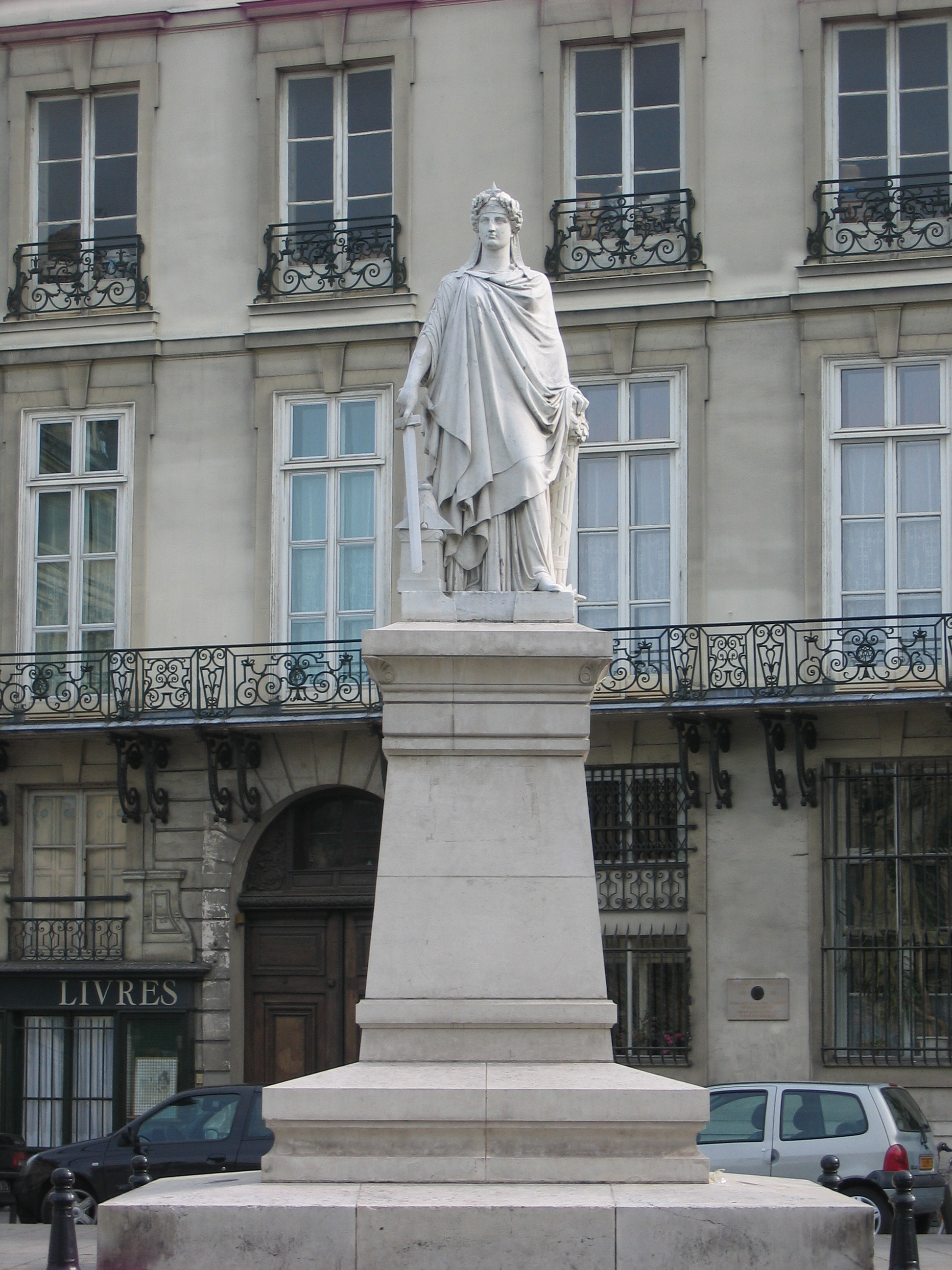
La République (1850), Paris, quai Malaquais.
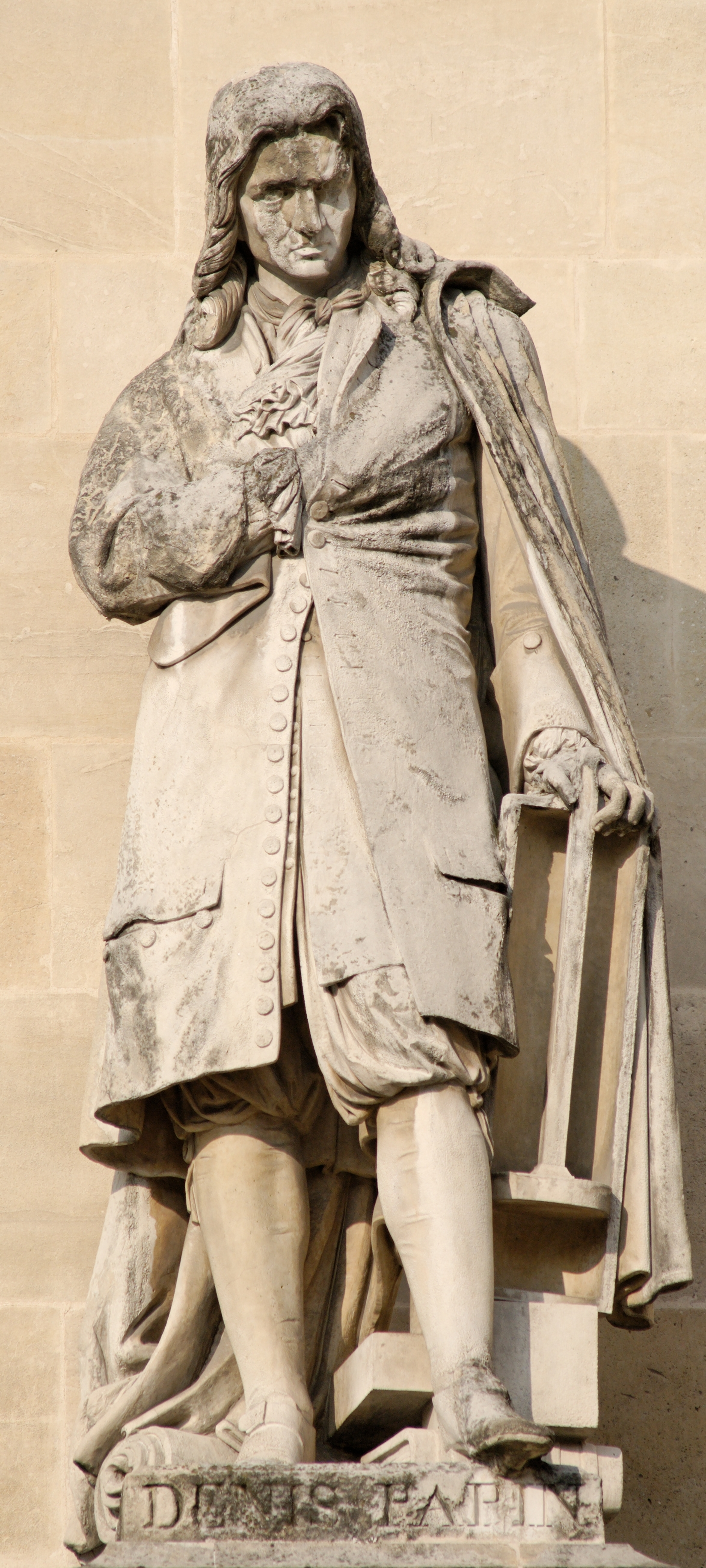
Denis Papin, Paris, palais du Louvre, Cour Napoléon.
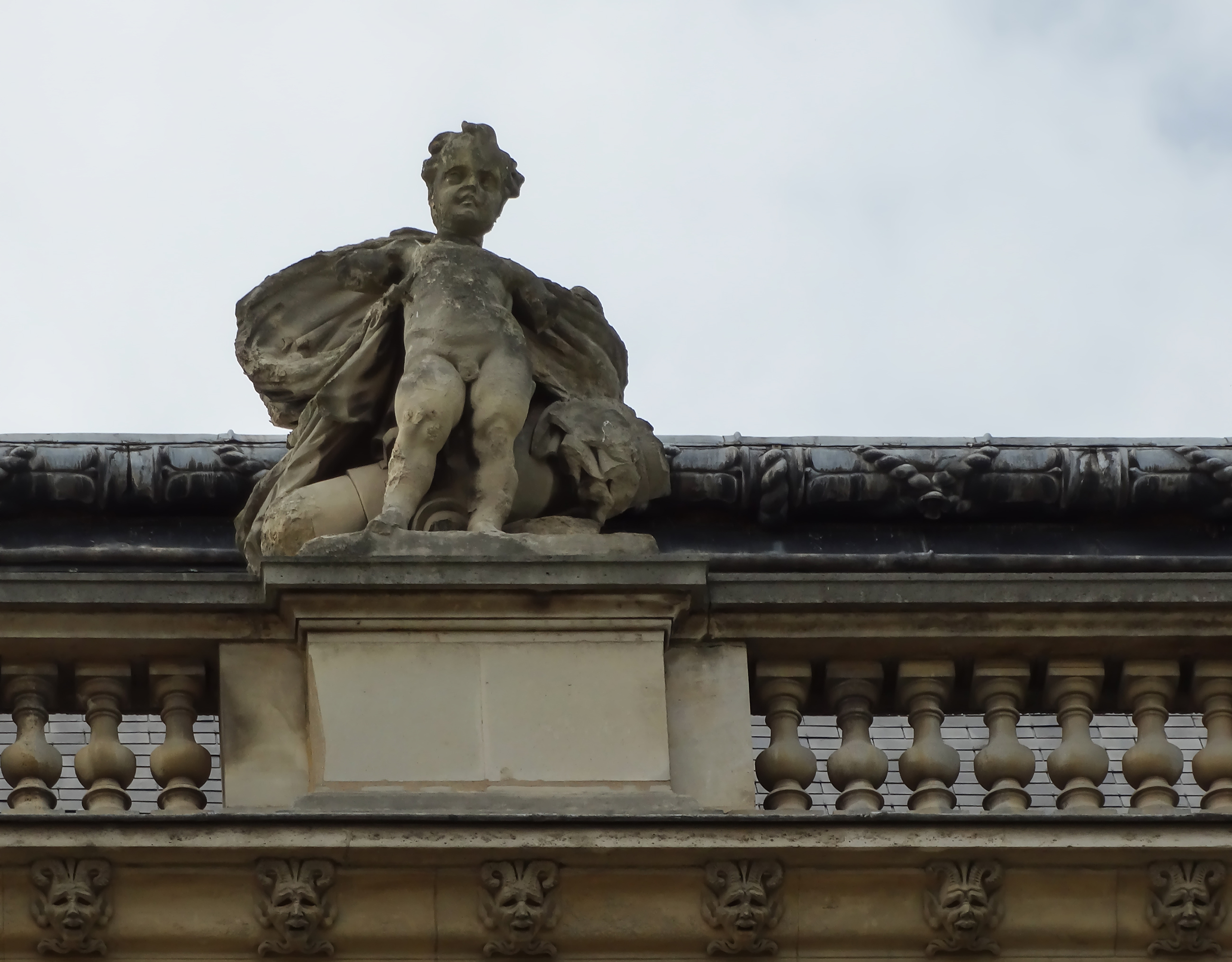
La Vigilance (1868), Paris, palais du Louvre, pavillon des États.
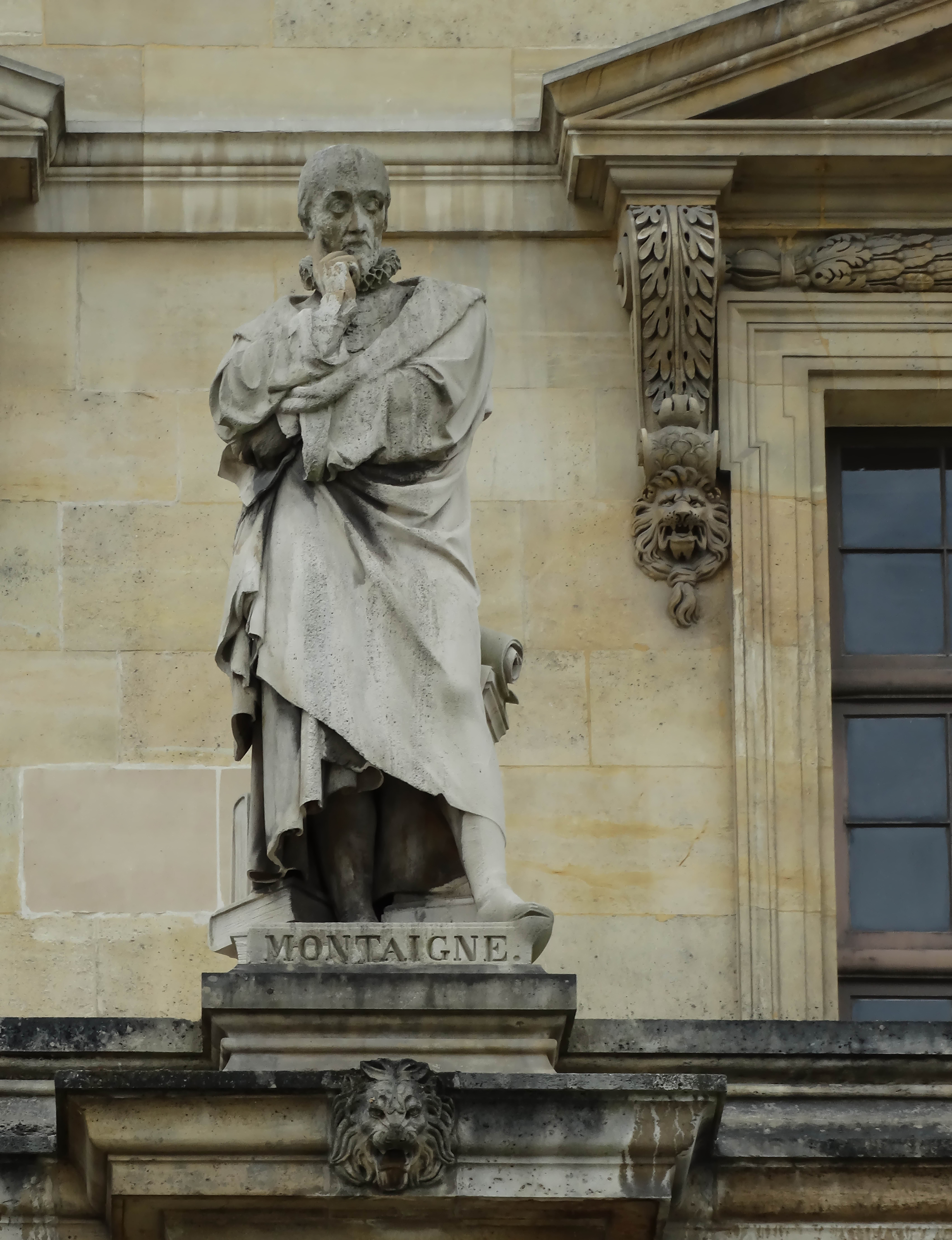
Montaigne, Paris, palais du Louvre.
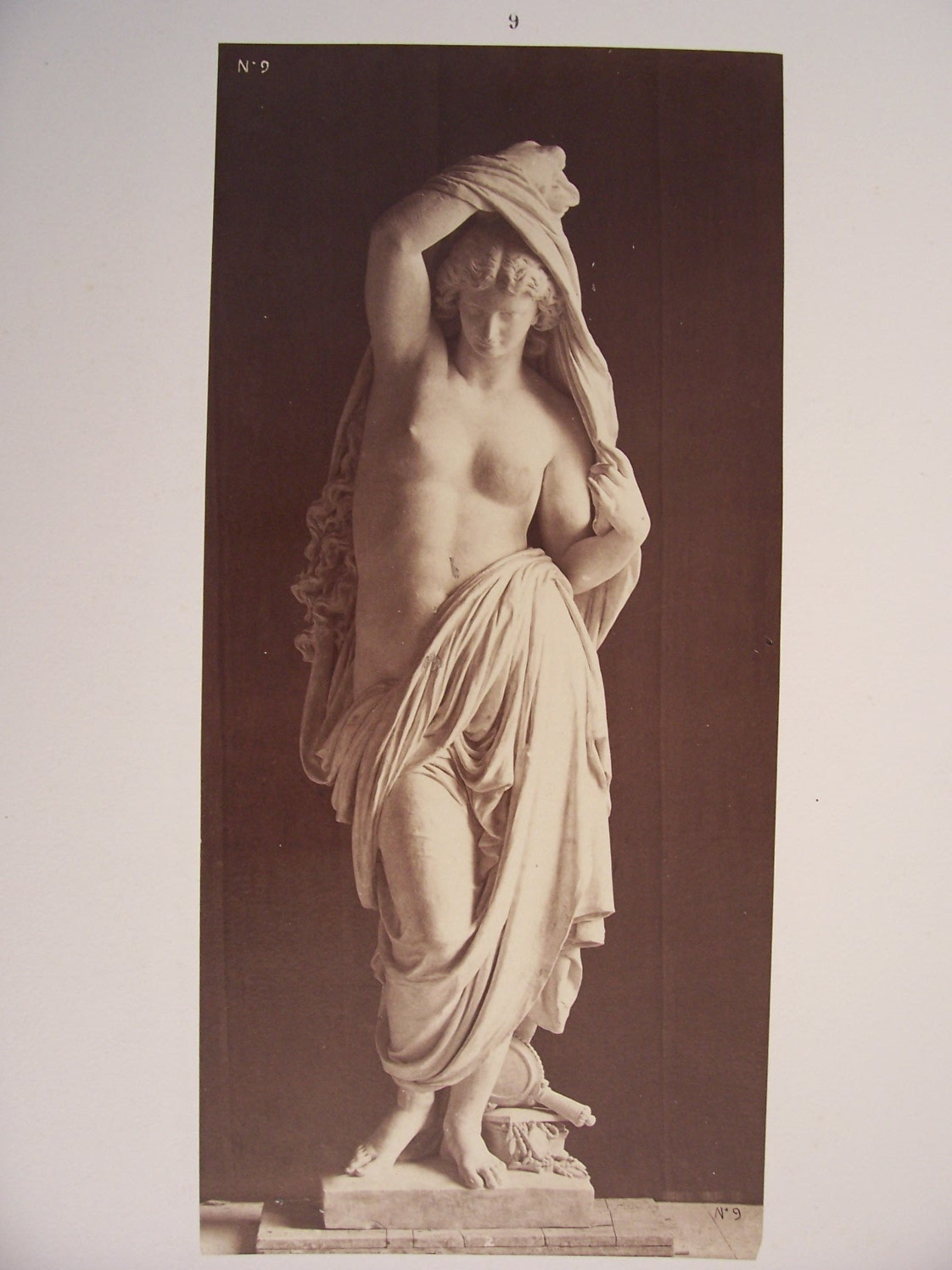
La Beauté (1867), photographiée par Louis-Émile Durandelle, Paris, Opéra Garnier.